# Tratado del Pilar

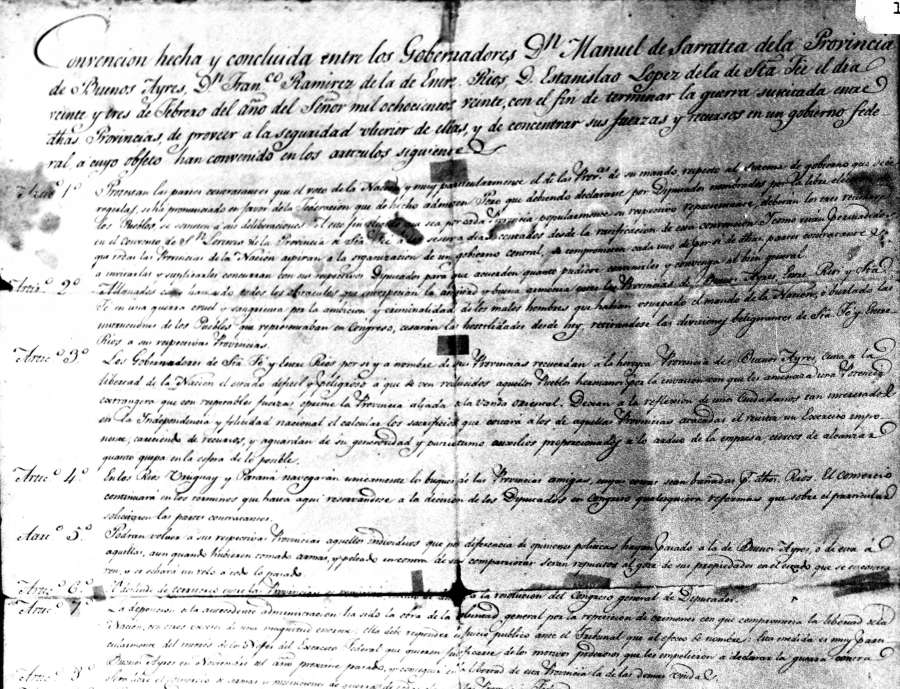
Tratado del Pilar.

El Tratado del Pilar fue un pacto firmado en Pilar (República Argentina) el 23 de febrero de 1820, entre Manuel de Sarratea (electo como gobernador provisorio de la Provincia de Buenos Aires) y dos de los gobernadores de la Liga Federal: Estanislao López (Provincia de Santa Fe) y Francisco Ramírez (Provincia de Entre Ríos). El pacto se firmó después de la derrota de las tropas unitarias - casi en su totalidad porteñas -en la primera Batalla de Cepeda (del 1 de febrero de 1820).
Buenos Aires había caído en un desorden, en consecuencia el 16 de febrero de 1820 se convocó un Cabildo Abierto en el cual se creó una Junta de Representantes, la cual designó a Manuel de Sarratea como gobernador interino de la provincia de Buenos Aires. Este se propuso llegar a un acuerdo con López y Ramírez, firmando el tratado en la localidad bonaerense de Pilar.

## Disposiciones
Las principales disposiciones del tratado fueron que: 
- Proclamaba la unidad nacional y el sistema federal (preconizado por José Gervasio Artigas).
- Convocaba, en el plazo de 60 días, a una reunión de representantes de las tres provincias en el convento de San Lorenzo, para convenir la reunión de un congreso que permitiese reorganizar el gobierno central.
- Establecía el fin de la guerra y el retiro de las tropas de Santa Fe y Entre Ríos a sus respectivas provincias.
- Buenos Aires se comprometía a ayudar a las provincias de Santa Fe y Entre Ríos en caso de ser atacadas por los lusobrasileños.
- Los ríos Uruguay y Paraná se declaraban navegables para las provincias amigas.
- Concedía una amplia amnistía a los desterrados o perseguidos políticos.
- Determinaba el enjuiciamiento de los responsables de la administración anterior “por la repetición de crímenes con que se comprometía la libertad de la Nación”.
- Disponía la comunicación del tratado a José Artigas, “para que siendo de su agrado, entable desde luego las relaciones que puedan convenir a los intereses de la Provincia de su mando, cuya incorporación a las demás federadas, se miraría como un dichoso acontecimiento”.

Un compromiso secreto entre los dos gobernadores federales y Sarratea preveía la entrega, a los dos primeros, de auxilios y armas. Los dos gobernadores fueron invitados por el gobierno de Buenos Aires, ciudad donde estuvieron en calidad de huéspedes.
López y Ramírez, fortalecidos por su victoria frente a Buenos Aires, desconocieron la autoridad de Artigas, que les había impuesto como condición previa a todo compromiso la obligación de Buenos Aires de declarar la guerra a Portugal para liberar a la Banda Oriental, que se encontraba invadida por las tropas lusitanas desde 1816. La razón de la postura de López y Ramírez era que Artigas había sido definitivamente derrotado en la Batalla de Tacuarembó por los lusobrasileños. Consideraban más correcto estratégicamente reorganizar sus provincias y abandonar de momento la guerra contra los lusobrasileños que les imponía la estrecha alianza con Artigas.
Los gobernadores de Santa Fe y de Entre Ríos (y luego de Corrientes) consideraban fuera de sus prioridades continuar con la guerra contra la Invasión lusobrasileña. Suponían que esto arrastraría a sus provincias a una guerra defensiva en su propio territorio y debían concentrar sus fuerzas para imponerse a Buenos Aires que, en ese momento, les parecía más amenazante a sus intereses. Toda la Provincia Oriental, la parte Este de Corrientes y casi toda la provincia de Misiones se encontraban bajo el poder de los invasores lusobrasileños, que podrían atacar a sus provincias impunemente tal cual estaba ocurriendo con la de Entre Ríos que vio ocupada su capital de entonces (Concepción del Uruguay) por tropas lusobrasileñas (Sorpresa del Arroyo de la China). Para frenar la invasión lusobrasileña lo único que parecía viable a López y Ramírez era aceptar una alianza con los unitarios, aunque éstos fueran enemigos declarados de Artigas. Creyeron conseguirlo con Sarratea, que también era uno de los federales victoriosos, ahora al mando de Buenos Aires. Artigas fue olvidado. Si tal alianza salvó a la Mesopotamia argentina de una anexión al Reino Unido de Portugal, Brasil y Algarbes, también sirvió para confirmar la anexión al mismo de la Banda Oriental.
Artigas consideró la firma del Tratado del Pilar como una traición a la causa de los Pueblos Libres, que acarreaba como primera y más urgente consecuencia la aceptación de la caída de la Banda Oriental bajo el yugo portugués. La consecuencia lógica de estos hechos sería la guerra entre Artigas y Ramírez, que llevaría al caudillo oriental al exilio, con su definitiva desaparición como figura pública.
El chileno José Miguel Carrera se desentendió de la guerra del litoral y movilizó su ejército hacia Chile. Desplegó una compleja campaña de muchos éxitos, grandes desplazamientos y no pocos sufrimientos. Estuvo cerca de lograr su propósito, pero finalmente fue detenido en Mendoza, en la batalla final de Punta de Médano, tras la cual fue ejecutado.
El Tratado de Pilar es uno de los pactos preexistentes a los que hace mención el preámbulo de la Constitución Argentina.